# Air Timor
A Air Timor é a companhia aérea de Timor-Leste, criada em 2001 e baseada no Aeroporto Internacional Presidente Nicolau Lobato.

## História
Inicialmente era a Austasia Airlines. Entre 2001 e 2007 estabeleceu rotas aéreas charter entre a Austrália e a Indonésia. Em 2007 foi transferida para Timor-Leste e autorizada a operar também para Singapura. Um terceiro escritório fica em Perth. Desde 1 de agosto de 2008 opera a rota Díli-Singapura com um Airbus A319-100 da Silk Air e em 2010 foi redesignada "Air Timor".

## Frota
Em maio de 2015, a frota da Air Timor é composta por três aeronaves.